# 젝스
젝스(프랑스어: Gex; 프랑스어: [ʒɛks])는 프랑스 동부의 앵 주에 있는 코뮌이다.
스위스 국경에서 5km, 제노바에서 16km 떨어진 곳에 위치해 있으며, 앵 주의 준주도 (sous-préfecture)이다.

## 역사
프랑스, 스위스, 사보이아 공국의 지배 하에 있던 여러 시기에 페 드 젝스 (Pays de Gex)라는 이름이 붙었다.
1815년 파리 회의 협정 (11월 20일 체결)과 같은 시기의 파리 조약으로 젝스는 스위스의 관세 지역에 들어갔고 중립화되었다. 페 드 젝스에 관한 결의안은 베르사유 조약 435항에 따라 폐지되었다. 1923년 11월 프랑스는 젝스의 세관을 젝스로 옮겼는데 상설국제사법재판소 (국제사법재판소의 전신)이 스위스를 지지하기로 결정하기 전에 일어난 일이었다. 절충안은 1932년에 타결되었다.
젝스 시민들은 역사적으로 프랑코프로방스어 방언을 사용한다.

## 인구
| 연도 | 인구  | ±%     |
| ---- | ----- | ------ |
| 1793 | 2,398 | —      |
| 1800 | 2,415 | +0.7%  |
| 1806 | 2,354 | −2.5%  |
| 1821 | 2,536 | +7.7%  |
| 1831 | 2,834 | +11.8% |
| 1836 | 2,894 | +2.1%  |
| 1841 | 2,835 | −2.0%  |
| 1846 | 2,785 | −1.8%  |
| 1851 | 2,874 | +3.2%  |
| 1856 | 2,662 | −7.4%  |
| 1861 | 2,602 | −2.3%  |
| 1866 | 2,642 | +1.5%  |
| 1872 | 2,675 | +1.2%  |
| 1876 | 2,719 | +1.6%  |
| 1881 | 2,720 | +0.0%  |
| 1886 | 2,693 | −1.0%  |
| 1891 | 2,659 | −1.3%  |
| 1896 | 2,878 | +8.2%  |
| 1901 | 2,822 | −1.9%  |
| 1906 | 2,727 | −3.4%  |
| 1911 | 2,175 | −20.2% |
| 1921 | 2,030 | −6.7%  |
| 1926 | 2,065 | +1.7%  |
| 1931 | 2,048 | −0.8%  |
| 1936 | 1,966 | −4.0%  |
| 1946 | 1,874 | −4.7%  |
| 1954 | 2,041 | +8.9%  |
| 1962 | 2,361 | +15.7% |
| 1968 | 3,137 | +32.9% |
| 1975 | 4,296 | +36.9% |
| 1982 | 4,868 | +13.3% |
| 1990 | 6,615 | +35.9% |
| 2008 | 9,694 | +46.5% |

## 경제
제1의 수출 시장은 제노바이다.

## 같이 보기
- 앵 주의 코뮌 목록